# Боляновичи
Боляновичи (укр. Боляновичі) — село в Шегининской сельской общине Яворовского района Львовской области Украины.
Население по переписи 2001 года составляло 636 человек. Занимает площадь 2,108 км². Почтовый индекс — 81355. Телефонный код — 3234.